# エムウィンソフト
エムウィンソフト株式会社（M-win soft Inc.）は、東京都千代田区神田錦町に本社を置く日本の株式会社である。主にEコマース支援やWEBサイト支援、ライフケアサービス事業などを手がけている。代表取締役は斉藤康範 。

## 沿革
- 2009年2月、東京都神田にエムウィンソフト株式会社（資本金3000万円）として設立され、システム開発事業、ヘルスケアサービス事業を開始する。同年10月にHP専門の集客支援シリーズ『一語位置へ』をリリースする。
- 2009年10月に薬局システム事業部、福祉システム事業部をライフケア事業部に組織変更。同時期に大阪の事業所を大阪市中央区へ移転した。
- 2010年1月にプライバシーマーク取得。同年6月に執行役員制度を導入
- 2011年5月に代表取締役社長交替。同年7月に第三者割当増資の実施（資本金6,100万円に）。
- 2013年3月に第三者割当増資の実施(資本金9,200万円に)
- 2017年7月に阪神調剤ホールディング株式会社と業務提携契約を締結
- 2018年5月に薬局事業の一部を株式会社阪神ピー・エムに事業譲渡
- 2018年7月に代表取締役社長交替
- 2019年3月に株式譲渡により株式会社EMシステムズの完全子会社となる

## 概要
主なサービスはEビジネス事業部のEコマース総合パッケージ『E店舗マネージャー』業務管理ツール『小売パートナー』を展開。
ライフケア事業部では福祉専門の高齢者住宅・施設ケア総合支援システム『すこやかサン』シリーズを中心にモバイル製品のラインナップも多数展開。

## 役員構成
- 代表取締役会長　大石　憲司
- 取締役社長　　　斉藤　康範
- 取締役    　　　  　 國光　宏昌
- 取締役　  　　    　 関　めぐみ
- 監査役　  　　　   寺内　信夫
- 執行役員   　　　    井上　雅友